# Biełyj Chołm (rejon smoleński)
Biełyj Chołm (ros. Белый Холм) – wieś (ros. деревня, trb. dieriewnia) w zachodniej Rosji, w osiedlu wiejskim Diwasowskoje rejonu smoleńskiego w obwodzie smoleńskim.

## Geografia
Miejscowość położona jest 1,5 km od drogi magistralnej M1 «Białoruś», 10 km od drogi federalnej R120 (Orzeł – Briańsk – Smoleńsk – Witebsk), 16 km od centrum administracyjnego osiedla wiejskiego (Diwasy), 22,5 km od Smoleńska, 5,5 km od najbliższego przystanku kolejowego (414 km).

## Demografia
W 2016 r. miejscowości nikt nie zamieszkiwał.

## Historia
W czasie II wojny światowej od lipca 1941 roku miejscowość była okupowana przez hitlerowców. Wyzwolenie nastąpiło we wrześniu 1943 roku.